# 本杰明·格雷厄姆
本杰明·格雷厄姆（英語：Benjamin Graham，1894年5月8日—1976年9月21日）畢業於美國哥倫比亞大學。是一名出生在英格蘭的美國投資人、經濟學家以及教授。被稱為「價值投資之父」。本杰明·格雷厄姆的投資理念十分強調投資者的個人心理以及債務情況，強調投資者須在安全情況範圍內購買。著名美國投資者華倫·巴菲特在紀錄片《Becoming Warren Buffet》中說明自己入讀哥倫比亞大學其中一個原因，是因為本杰明·格雷厄姆在哥倫比亞大學當教授故而申請入讀哥倫比亞大學。

## 经历
- 本杰明·格雷厄姆1894年5月9日出生于英国伦敦，婴儿时期随父母移居纽约。
- 1914年格雷厄姆从哥伦比亚大学毕业，同年夏天，他来到纽伯格·亨德森·劳伯公司做了一名信息员，不久被提升为证券分析师。
- 1920年格雷厄姆成为纽伯格·亨德森·劳伯公司的合伙人。
- 1923年年初，格雷厄姆离开了纽伯格·亨德森·劳伯公司。他成立了格兰赫私人基金，资金规模为50万美元。
- 1926年，与杰罗姆·纽曼（Newman）合作创立格雷厄姆·纽曼公司
- 1928年起在哥伦比亚大学执教。
- 在1929年9月5日开始的华尔街崩盘中，格雷厄姆几乎到了破產的边缘。
- 1934年年底出版《有价证券分析》（Security Analysis）。
- 1936年出版《财务报表解读》。
- 1949年出版《聪明的投资者》。
- 1956年退休。格雷厄姆·纽曼公司解散。
- 1976年病逝于法国艾克斯。

## 投资理论

### 横断法
横断法相当于现代的指数投资。

### 预期法
- 短期投资法
- 成长股投资法

### 安全边际
安全边际法是指投资于公司内在价值大于公司市值，并达到一定程度以上（即安全边际）的公司。其弟子沃伦·巴菲特曾轉述恩師的話指出，如果只能用三個英文詞彙來形容正確投資的秘密，那必定是安全邊際。由於這種注重成本與價值之間距離的投資風格，也形成了巴菲特獨特的投資觀點：「在別人貪婪時恐懼，在別人恐懼時貪婪」。前者意指因為市場過熱、安全邊際降低，應該特別謹慎；而後者因為市場行情轉淡、股價低迷，形成明智投資者低價收購股權的絕佳機會。巴菲特在市場大跌市場普遍看壞前景時（如金融海嘯發生後的2008年底），敢於大舉收購股權的理論依據即在此。

### 投資事業化管理
班傑明·葛拉漢在其著作《聪明的投资者》中指出，「最明智的投資，是朝向事業化發展」(英語：Investment is most intelligent when it is most businesslike.)，這段話形成巴菲特在管理波克夏控股公司時的重要管理策略：他並未將購入之股權當作可買賣交易的股票、而是將股權視為一個個獨立經營的事業體，深入了解營運特質後長期持有，享受其營收的成長、而不單純由股價的上漲獲得報酬。此一理念亦是巴菲特跳脫股票操作、而晉升投資事業家的重要基石。

## 著作
- 《有价证券分析》（Security Analysis），1934年
- 《财务报表解读》（The Interpretation of Financial Statements）1936年
- 《储备与稳定：现代常平仓》（Storage and Stability: A Modern Ever-normal Granary）1937
- 《世界商品与世界货币》（World Commodities and World Currency）1944年
- 《聪明的投资者》，1949年
- 《本杰明·格雷厄姆自传：华尔街实录》（the memoirs of the dean of Wall Street）1996年